# Austrocactus aonikenkensis
Austrocactus aonikenkensis es una especie de planta suculenta perteneciente al género Austrocactus, dentro de la familia Cactaceae. Es endémica del sur de Argentina.

## Descripción

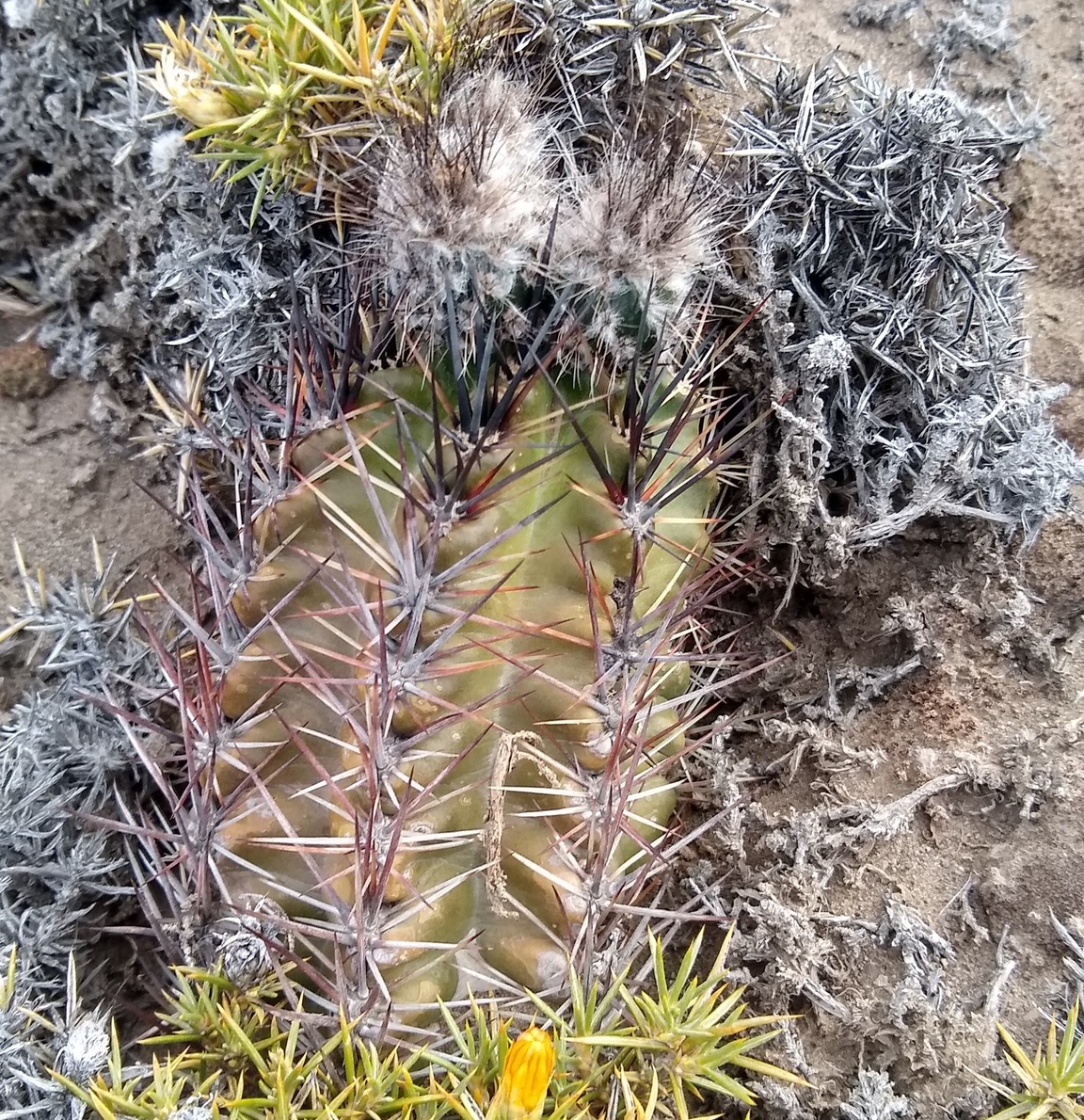
Detalle del tallo

Austrocactus aonikenkensis es una especie de cactus solitario, con el tallo cilíndrico de color verde grisáceo. Puede alcanzar alturas de 30 - 60 cm y un diámetro de 5 cm. Normalmente presenta de 8 a 12 costillas con tubérculos bien definidos. 
El color de sus espinas varía desde el blanco hasta el amarillo o marrón. Las espinas radiales son numerosas y cortas, mientras que las espinas centrales son más largas y pueden ser más prominentes.
Las flores son diurnas, de color rosa y suelen aparecer en la parte superior del tallo.

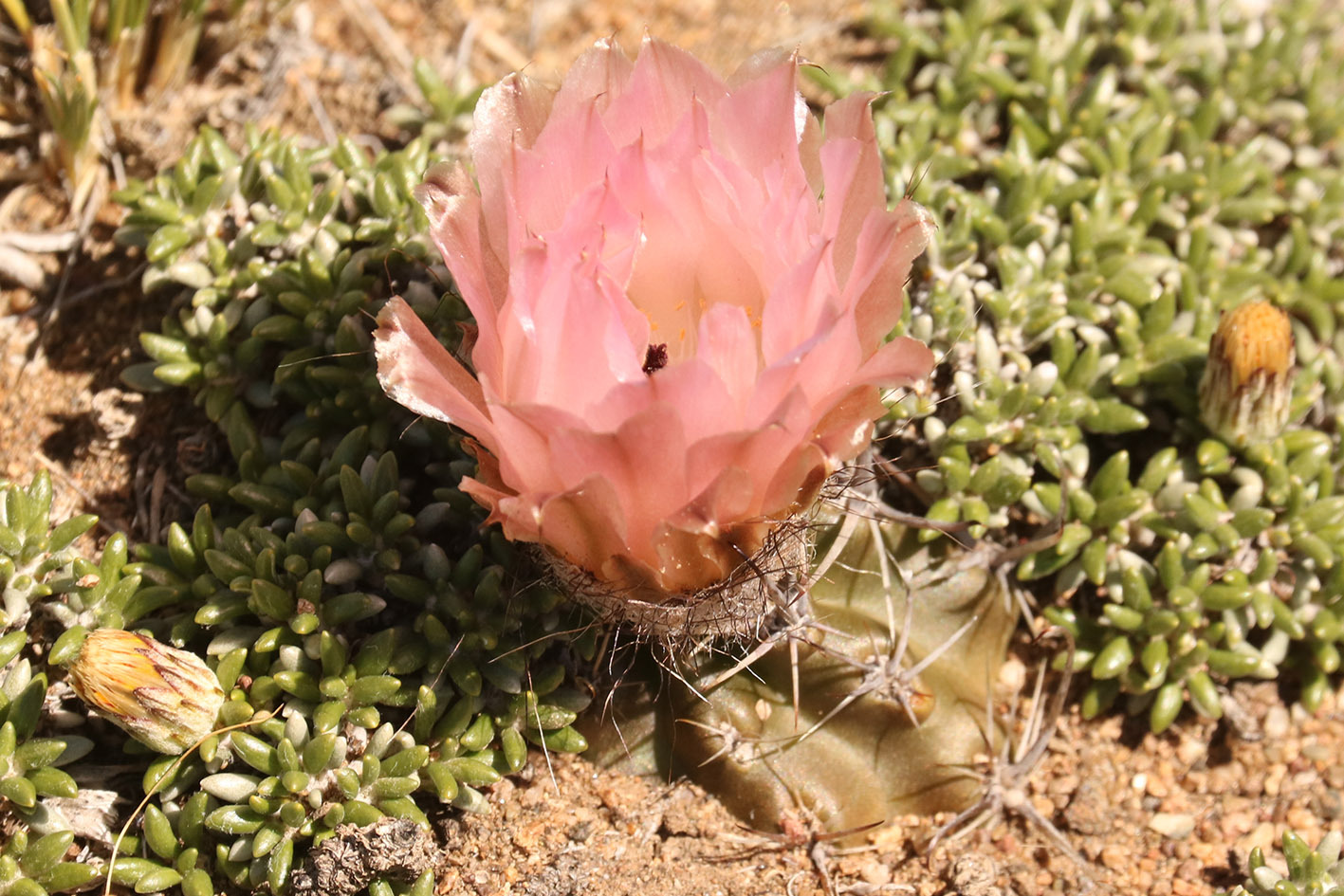
Detalle de la flor

## Distribución y hábitat
El área de distribución nativa de esta especie es Argentina (concretamente en la provincia de Santa Cruz) y crece principalmente en el bioma templado, siendo una de las especies de cactus más australes.

## Taxonomía
Fue descrita por Elisabeth Sarnes y Norbert Sarnes y publicada por primera vez en la revista científica CactusWorld 36: 133 en 2018.
Etimología
- Austrocactus: nombre genérico que proviene del latín australis (que significa 'del sur') y el sufijo cactus, haciendo referencia a que es un cactus que se localiza en el sur.[3]
- aonikenkensis: epíteto que hace referencia a los Aonikenk, un grupo indígena que habita en la región de la Patagonia, en Argentina. Además, el sufijo -ensis se utiliza comúnmente en la nomenclatura científica para indicar origen o procedencia.[4]

## Usos
Se cultiva principalmente como planta ornamental, aunque no es muy común en las colecciones.